# Charter township
Charter township je oblik lokalne samouprave u američkoj saveznoj državi Michigan. Vid je municipalne korporacije. Townshipi u Michiganu organizirane su uprave. Vrsta su townshipa specifična za ovu saveznu državu jer mu je odobrena povelja (charter) kojom mu se odobravaju određena prava i odgovornosti unutar svog teritorija a koja su intermedijarna u rasponu između onih koja ima grad (poluautonomna jurisdikcija u Michiganu) i selo, koje, osim ako nije selo s vlastitom vlašću, subjektom vlasti townshipa u kojem se nalazi.
Charter township uglavnom je izuzet od pripajanja od gradova i sela te nosi dodatna prava i odgovornosti vlastite vlasti. Mogućnost pripajanja drugom gradu predviđena je prema Sporazumu 425 iz 1984. godine.